# 321 Флорентина
321 Флорентина (енгл. 321 Florentina) је астероид главног астероидног појаса. Приближан пречник астероида је 27,23 km,
а средња удаљеност астероида од Сунца износи 2,884 астрономских јединица (АЈ).
Инклинација (нагиб) орбите у односу на раван еклиптике је 2,587 степени, а орбитални период износи 1789,697 дана (4,899 године). Ексцентрицитет орбите астероида износи 0,043.
Апсолутна магнитуда астероида износи 10,04 а геометријски албедо 0,229.
Астероид је откривен 15. октобра 1891. године.